# Krešimir Špicer
Krešimir Špicer (Slavonski Brod, 1976.), hrvatski je tenor poznat po zapaženim nastupima diljem svijeta.

## Životopis

### Karijera
Krešimir Špicer pjevanje je diplomirao na Konzervatoriju Sweelinck u Amsterdamu u klasi Core Canne Meijer. Godine 1997. pobijedio je na Nizozemskom internacionalnom natjecanju Vriendenkrans u organizaciji amsterdamskog Concertgebouwa, a međunarodni uspjeh stigao je na Festivalu Aix-en-Provence 2000. godine gdje je nastupio u ulozi Odiseja u Monteverdijevoj operi Odisejev povratak u domovinu, uz ansambl Les Arts Florissants pod ravnanjem Williama Christiea. Uslijedila je međunarodna turneja (Lausanne, Caen, Bordeaux, Pariz, Beč, London i New York) te hvaljena snimka na DVD-u. Od tada redovito nastupa u vodećim opernim kućama (Ženeva, Frankfurt, Zürich, Amsterdam, Berlin, Toronto, Los Angeles, Moskva, Pariz, Milano, i dr.), koncertnim dvoranama i na festivalima (Beaune, Baden-Baden, Salzburg, Schwetzingen, Luxembourg, Amsterdam, Verbier, Aix-en-Provence, New York, Edinburgh I dr.) te surađuje s dirigentima međunarodne reputacije kao što su Kent Nagano, Jurij Temirkanov, Philippe Herreweghe, Myung-whun Chung, Marc Minkowski, René Jacobs, Fabio Luisi, Herbert Blomstedt, Thomas Henglebrock, Sir Simon Rattle, Zubin Mehta, Diego Fasolis, Franz Welser-Möst, Cornelius Meister... U Hrvatskom narodnom kazalištu u Zagrebu prvi je put nastupio 2008. u ulozi Orfeja u istoimenoj operi C. Monteverdija za što je primio nagradu Vladimir Ruždjak.
Händelova Alcina i Tamerlano, Purcelova Didona i Enej, Mozartove Il re pastore, La clemenza di Tito, Idomeneo i Lucio Silla, Scarlattijev Telemaco, Salierijeva La grotta di Trofonio, Straussova Die ägyptische Helena, Stravinskijev Slavuj i Oedipus Rex, Cavallijeva Didona, Haydnov Orlando paladino, samo su neke od opera u kojima je ostvario hvaljene interpretacije širom svijeta. Među onima zabilježenima na DVD izdanjima su Monteverdijev Il ritorno d' Ulisse in patria (Virgin Classics), Mozartov Il re pastore (Deutsche Grammophon), Charpentierov David et Jonathas (Bel Air Classiques), Cavallijeva La Didone (Opus Arte), Händelova Theodora (Erato) I Mozartov Lucio Silla ( C major, RAI Com ) iz La Scale u Milanu.
Jednako posvećen i koncertnim izvedbama, nastupio je u lajpciškom Gewandhausu pod vodstvom Herberta Blomstedta, amsterdamskom Concertgebouwu uz Christiana Zachariasa, u Rimu uz Yurija Temirkanova, u Parizu i Rimu uz Myung-whun Chunga, u Berlinu uz Kenta Nagana, u St. Peterburgu, Tallinu i Rigi uz Philippea Herreweghea te u Strasbourgu uz Carla Rizzija.
Među nedavnim angažmanima Krešimir bilježi ulogu Septimiusa u operi Theodora G. F. Händela u Parizu, New Yorku i Amsterdamu, Monteverdijeva Odiseja u Oslu i u pariškom Théâtre des Champs-Élysées te Mozartova Lucia Sillu u Torontu kao i ulogu Valzacchija u Kavaliru s ružom, Straussovog Šišmiša i Händelovog Tamarlana milanskoj Scali. Skorašnji projekti, uz ostalo, uključuju povratak u Scalu za Mozartovu La finta giardiniera, te koncerte Händelovog Mesije u Versaillesu.

### Osobni život
U braku je s kostimografkinjom i scenografkinjom Julie Scobeltzine s kojom ima sina Gregora i kćer Louise. S obitelji živi u Parizu.